# 天鹽川溫泉站
天鹽川溫泉站（日语：／ Teshiogawa-onsen eki */?）是北海道旅客鐵道（JR北海道）宗谷本線沿線的一個無人站，位於北海道中川郡音威子府村字咲來，車站編號為W59。電報略號為テオ。

## 車站構造
為簡易車站配置的無人車站，沒有站舍，只有在月台中央有一座以木建成、附有趟門的小型候車室，內設有座椅及洗手間。設有由木搭建的側式月台1個，設於往稚內方向的左方，正式出入口位於向豐清水方向的末端，有效長度只有1輛，往恩根內方向為右側上落；往咲來方向為左側上落。現時每天只提供上、下行各4班的列車，另外晚上1班開往名寄的普通列車會通過本站。

### 月台配置
| 路線      | 方向 | 前往               | 備註                  |
| --------- | ---- | ------------------ | --------------------- |
| ■宗谷本線 | 上行 | 名寄、旭川方向     | 晚上4334D班次通過本站 |
| ■宗谷本線 | 下行 | 音威子府、稚內方向 |                       |

## 車站周邊
附近主要是乳業的地區，有1座農舍和數座已荒廢的農舍。經過廣闊的草地，可以看到天鹽川的堤壩。穿過天鹽川，就會到達距離車站約700米，由音威子府村經營的天鹽川溫泉。
- 國道40號
- 天鹽川
- 天鹽川溫泉（日语：天塩川温泉）

## 歷史
- 1956年7月1日：以日本國有鐵道之南咲來臨時停靠站（南咲来仮乗降場）之名啟用。
- 1981年7月：改名天鹽川溫泉溫泉臨時停靠站（天塩川温泉仮乗降場）。
- 1987年4月1日：國鐵分割民營化，車站劃歸由JR北海道繼承，並同時升級為天鹽川溫泉站。
- 1990年3月10日：設定營業距離。

## 相鄰車站
北海道旅客鐵道（JR北海道）
■宗谷本線（一部分列車通過此站）
美深（W54）－（豐清水信號場）－天鹽川溫泉（W59）－咲來（W60）

## 外部連結
- （日語）JR北海道 – 天鹽川溫泉站（页面存档备份，存于）
- （日語）全驛參觀之旅（页面存档备份，存于）